# Веле, Генрих Теодор

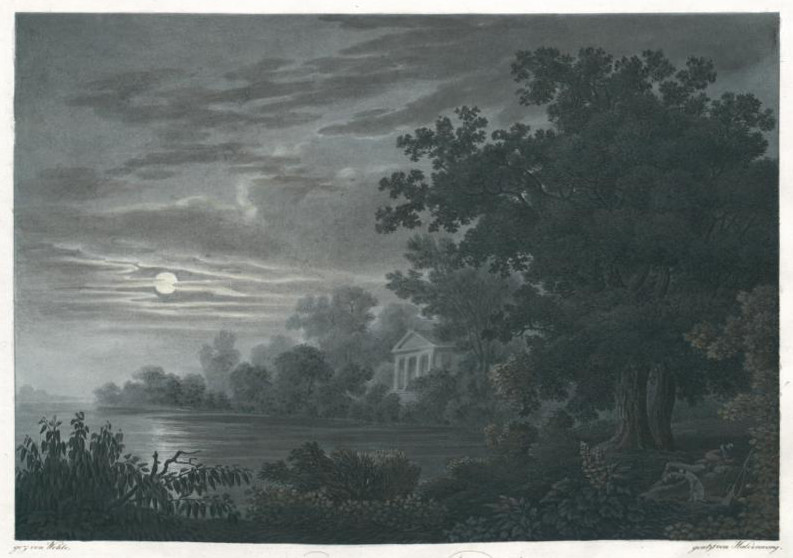
Картина «Sielitzerberg am Ufer der Elbe», 1800

Гендрих Божидар Вела, в России известен как Генрих Теодор Веле (в.-луж. Hendrich Božidar Wjela, нем. Heinrich Theodor Wehle; 7 марта 1778 года, деревня Долга-Боршч, около Гёрлица — 1 января 1805 года, Будишин) — серболужицкий художник и график.

## Биография
Родился 7 марта 1778 года в серболужицкой деревне Долга-Боршч в семье лютеранского пастора Яна Вели (1737—1793). Его мать Рахель Доротея была дочерью гёрлицкого адвоката. В 1782 году семья переехала в деревню Хребя, где Ян Вела получил место настоятеля в лютеранском приходе. В 1790 году поступил в школу искусств, где изучал живопись в классе немецкого пейзажиста Кристофа Нате (1753—1806). В 1793 году поступил в дрезденскую Академию живописи, скульптуры, гравюры и архитектуры, где обучался под руководством живописцев Джованни Казановы и Иоганна Кленгеля. В 1799 году был принят на работу чертёжником в Картографическое общество в Дессау.
В 1801 году по приглашению российского императора Александра I прибыл в Санкт-Петербург, где стал работать в императорской Академии художеств. В начале 1802 года был принят в экспедицию Аполлоса Мусина-Пушкина для исследования среднеазиатских и кавказских районов Российской империи. Ему было поручено документировать с помощью живописных набросков результаты экспедиции. 20 февраля 1802 года экспедиция отправилась из Санкт-Петербурга и в конце месяца прибыла в Грузию, где находилась до начала 1803 года. Потом переправилась в Армению, в которой работала до конца 1803 года. Во время путешествия серьёзно заболел и с трудом переносил походные условия, поэтому в 1804 году время принял решение вернуться на родину. Умер 1 января 1805 года в Будишине сразу же после возвращения из России и был похоронен в родной деревне рядом с могилой своего отца.
Летом 1805 года саксонский подполковник Ксавер Мария фон Шёнберг-Ротшёнберг за 800 талеров выкупил у Императорской Академии художеств 193 работы Гейнриха Веле и передал их в Дрезденскую Академию изобразительных искусств.

## Память
- В Баутцене находится улица, названная его именем (Heinrich-Theodor-Wehle-Straße).